# Christian Alba
Christian Alba, vollständiger Name Christian Rodrigo Alba Nievas, (* 17. April 1992 in San José) ist ein uruguayischer Fußballspieler.

## Karriere

### Verein
Der 1,96 Meter große Offensivakteur Alba ging aus der Nachwuchsmannschaft des uruguayischen Erstligisten Danubio hervor. Für die Montevideaner spielte er mindestens seit 2006. Im Januar 2012 wechselte er von der in der Tercera División spielenden U-23 zur Clausura zunächst für ein halbes Jahr auf Leihbasis in die Segunda División zu Progreso. Dort konnte er am Saisonende den Aufstieg in die Primera División feiern. Im Laufe der Clausura bestritt er vier Spiele. Anschließend kehrte er zu Danubio zurück. 2013 schloss er sich in Guatemala dem Erstligisten Huehueteco bzw. Huhuetenango an. Anfang Januar 2014 wechselte er zum honduranischen Klub CDS Vida, für den er vier Spiele in der Liga Nacional bestritt und zwei Treffer erzielte. Ab Jahresbeginn 2016 setzte er seine Karriere in Argentinien beim CA San Telmo fort. Dort wurde er in zehn Ligaspielen (zwei Tore) eingesetzt. Anfang Juli 2016 schloss er sich Chaco For Ever an. Bei diesem Klub lief er dreimal (kein Tor) im Torneo Argentino A auf. Anfang Januar 2017 verpflichtete ihn der in der Primera C Metropolitana antretende argentinische Verein Justo José de Urquiza.

### Nationalmannschaft
Alba gehörte mindestens seit April 2008 der uruguayischen U-17-Auswahl an. Er war Teil des Aufgebots bei der U-17-Weltmeisterschaft 2009 in Nigeria. Im Turnier wurde er dreimal eingesetzt. Ein Tor erzielte er dabei nicht. Später war er auch Mitglied der U-20 Uruguays.